# Dominnico
Domingo Rodríguez Lázaro (Alicante, 1994) es un diseñador de moda español, conocido por el seudónimo Dominnico, nombre de su firma. Celebridades como Lady Gaga, Beyoncé, Sabrina Carpenter, Bella y Gigi Hadid, Rosalía, Rita Ora o Lali Espósito han llevado sus prendas.

## Biografía
Domingo nació en Alicante en 1994. Creció rodeado del arte del bordado y el trenzado que practicaba su madre. Al alcanzar la mayoría de edad, decidió trasladarse a Barcelona, donde cursó estudios de Diseño de Moda en la Escuela de Diseño LCI, especializándose en técnicas de tratamiento de piel y pelo natural.
En 2016 crea su firma Dominnico. Su debut llegó con la colección «Unusual Dichotomy», presentada en Budapest a través de la plataforma European Fashion Union, dedicada a impulsar a jóvenes talentos del diseño.
En julio de 2019, participó en la pasarela Samsung Ego de la Mercedes-Benz Fashion Week Madrid con su propuesta «Harajuku Kids», una colección inspirada en la estética de las lolitas japonesas, que le valió el premio Mercedes-Benz Fashion Talent. En noviembre de ese mismo año su firma desfiló en la Mercedes-Benz Fashion Week Tbilisi, en Tiflis, Georgia. Durante ese año diseñó varios looks para la gira El Mal Querer Tour de Rosalía.
En 2020, debutó en la pasarela principal de la Mercedes-Benz Fashion Week de Madrid y logró posicionarse como uno de los tres finalistas del certamen Who’s On Next, galardón otorgado por Vogue España a diseñadores emergentes. En esa edición, el premio fue finalmente para la firma MANS. Al año siguiente volvió a ser nominado, resultando esta vez ganador.
Durante 2025, Belén Esteban posó para la nueva colección Pre-Fall, y su colección «777 Lucky Fall» fue presentada en la 080 Barcelona Fashion, teniendo como modelos a Mia Khalifa, Alex de la Croix, Samantha Hudson, Sita Abellán, entre otras.